# テクモヒットパレード
『テクモヒットパレード』（TECMOHITPARADE）は、テクモから2004年11月25日に発売されたPlayStation 2用ソフト。
テクモが初めて出したレトロゲーム集であり、後述する複数のゲームが収録されている他、ディップスイッチ設定やポスターなどの資料も搭載されている。ただし、ハイスコア記録を含むセーブ機能は一切付いていない。また、スコアを記録したゲームも、ゲーム選択画面に移ると全てリセットされてしまう。

## 収録タイトル
ゲームは7タイトル収録されている。
1. プレアデス（1981年）
2. SENJYO（1983年）
3. スターフォース（1984年）
4. ボンジャック（1984年）
5. テクモカップ（1985年）
6. ピンボールアクション（1985年）
7. ソロモンの鍵（1986年）